# المصلع (كحلان عفار)

تعديل مصدري - تعديل

المصلع هي إحدى قرى عزلة بنى موهب بمديرية كحلان عفار التابعة لمحافظة حجة، بلغ تعداد سكانها 878 نسمة حسب تعداد اليمن لعام 2004.